# イラン海軍
イラン海軍(イランかいぐん、ペルシア語:  نیروی دریایی ارتش جمهوری اسلامی ایران    )は、イラン・イスラム共和国軍を構成する軍隊の一つであり、ペルシャ湾の海上防衛を主な任務としているほか、カスピ海におけるイラン領海の防衛も任務に含まれる。

## 概要
約1万8000人の海兵と157隻の軍艦を有している。現在の海軍司令官は シャハラム・イラニ提督(准将)である。
海軍司令部は、内陸に位置する首都テヘランに置かれている。艦隊はペルシャ湾沿いに配備された南方艦隊と、カスピ海沿いに配備された北方艦隊に分かれており、主な軍港は、ペルシャ湾に面したバンダレ・アッバースや、カスピ海に面したバンダレ・アンザリーにある。

## 歴史
2018年1月、カスピ海を担当する北部艦隊に所属していたモッジ型フリゲート「ダマーヴァンド」が、嵐のため防波堤に衝突し、浸水・沈没した。
2020年5月10日、演習中にモッジ型フリゲート「ジャマラン」が発射した艦対艦ミサイルが、誤ってヘンディジャン級支援艦「コナラク」に命中。沈没は免れたが、19名が死亡、15名が負傷した。「コナラク」は標的の設置を担当していたが、設置後に十分な距離をとっていなかったとされる。
2021年6月2日、補給艦「カーグ」が航行中に火災となり、イラン南部のジャースク沖で沈没した。死者は出なかったが、33名が負傷した。
2024年7月、モッジ型フリゲート「サハンド」が、バンダレ・アッバース港で修理中に転覆・沈没した。

## 兵器

### 軍艦
潜水艦×20（+2隻）
キロ型潜水艦×3
ナハン級潜水艇
カディル級潜水艇（ヨノ型潜水艇のライセンス生産型）
フリゲート×7（+2隻）
サーム級フリゲート×3
モッジ型フリゲート×4（2隻）
コルベット×3
バヤンドゥー級フリゲート×2
ハムゼー
ミサイル艇×23
哨戒艇×62（高速艇を含む）
補給揚陸艦×4
戦車揚陸艦×2（-3隻）
揚陸艇×6
ホバークラフト×6
給水艦×4
母艇×12
補給艦×1
給油艦×2
支援艦×7

### 航空機
艦載ヘリコプター×18
陸上固定翼機×30
陸上ヘリコプター×40
その他にもUCAV（無人ドローン）などを多数保有している。